# هامورکسن (وان)
هامورکسن (به ترکی استانبولی: Hamurkesen) یک منطقهٔ مسکونی در ترکیه است که در گورپینار (وان) واقع شده‌است.